# Сараевски атентат
Сараевският атентат е покушение срещу австрийския престолонаследник Франц Фердинанд и неговата съпруга Софи Хохенберг, извършено на 15 юни (28 юни нов стил), Видовден, 1914 г. в Сараево, главния град на Босна, от босненския студент от сръбски произход Гаврило Принцип. Убийството се превръща в непосредствен повод за започването на Първата световна война.

## Предистория
Според Берлинския договор от 1878 г. Австро-Унгария получава право да окупира и да наложи своя администрация в Босна и Херцеговина, въпреки съхранения формален суверенитет над тези земи от страна на Османската империя. Впоследствие през 1908 г. Австро-Унгария официално анексира тези територии. Част от южните славяни обаче, оказали се под новата имперска окупация, категорично не одобряват новото си положение и се стремят да се присъединят към съседното Кралство Сърбия, получило, през 1882 г., своята независимост.
Към началото на XX век в Сърбия, отдавнашен съюзник на Русия, съществуват вече множество националистически организации, които си поставят като своя мисия обединението на южните или поне югозападните славяни и създаването на Велика Сърбия. Хърватите, словенците, а и не малка част от сърбите, живеят по това време в Австро-Унгария. Целта на великосръбската доктрина е да се предизвика всеобща война, като по този начин се реализира обединението на всички южни славяни и сърби в една държава. Подобна доктрина се ползвала с негласното одобрение на Имперска Русия, която се надявала по този начин да увеличи влиянието си на Балканите.
Зад атентата стоят радикалните сърбошовинистични кръгове. Сред офицерите в сръбската армия съществува дори тайна организация под името „Черна ръка“, чиято цел е освобождаването на сърбите, намиращи се под властта на Австро-Унгарската империя. Ръководител на „Черна ръка“ e полковник Драгутин Димитриевич с прякор „Апис“, началник на контраразузнаването. Дори тогавашното сръбско правителство на Никола Пашич се бои от неговото влияние. Правителството се досеща за заговора и официално не го одобрява, но и не предприема нищо, за да му попречи. Тайната организация има свои подразделения, едно от които е босненското „Млада Босна“, съставено предимно от гимназисти и студенти от сръбски произход. Атентатът е организиран със знанието и насърчението на руския посланик в Белград Николай Хартвиг и руския военен аташе в Белград Виктор Артамонов.
В края на юни 1914 г. Франц Фердинанд посещава Босна, за да наблюдава военните маневри и да открие музея в Сараево. Пътува, според тогавашните традиции, със съпругата си София Хохенберг. Франц Фердинанд е привърженик на триализма – течение сред австрийските политически кръгове, стремящо се да превърне двукомпонентната Австро-Унгарска империя в трикомпонентна Австро-Унгаро-Славянска, което обаче срещало яростен отпор както от страна на унгарските елити, така и от страна на южнославянските патриоти.
„Млада Босна“ под внушението на „Черна ръка“ взема решение да организира атентат срещу ерцхерцога. Причината е, че е планирал да преобразува Австро-Унгария в многонародностни „Съединени щати на Велика Австрия“, осъществяването на който план би отблъснало огромното мнозинство хървати и словенци от идеята за „обединение“ в една държава със сърбите. Убийството е възложено на група от 6 заговорници, като поне 3 от тях – в това число и Гаврило Принцип – са сериозно болни от туберкулоза, нелечима по това време болест с фатален край.

## Убийството
Франц Фердинад пристига в Сараево по покана на генерал Оскар Потиорек. Малко преди 10 ч. сутринта в неделя на 28 юни 1914 г. австрийската делегация слиза на Сараевската гара. В 10:10 ч. кортеж от шест автомобила (височайшата двойка пътува във втория заедно с генерал Потиорек), преминава през централните улици, приветстван от насъбралите се тълпи. Младите терористи ги чакат близо до централния полицейски участък. Гимназистът Неделко Чабринович (на сръбски: Недељко Чабриновић) хвърля граната, но не улучва. Вместо Франц Фердинанд гранатата убива шофьора на третата кола и ранява нейните пътници, един полицай и случайни зрители от тълпата. Веднага след акцията Чабринович поглъща предварително дадената му отрова (цианкалий), но тя не подейства. Възможно е отровата да е била от друг вид с по-слабо действие. Усещайки, че няма реакция, младият терорист се опитва да скочи в река Миляцка, но е хванат от тълпата, жестоко пребит и предаден в ръцете на закона. Останалите заговорници не успяват да направят нищо повече поради тълпата, която се насъбира около кортежа. По всичко личи, че покушението се проваля.
Франц Фердинанд влиза в градската ратуша, за да чете реч и да смъмри администрацията за липсата на ред и мерки за безопасност. След това един от придворните му, барон Морсе (Morsey), му предлага незабавно да напусне града, в отговор на което генерал Потиорек, засегнат на чест, му отвръща: „Да не мислите, че Сараево гъмжи от убийци?“ Изпълнявайки задълженията си на грижовен владетел, Франц Фердинанд решава да посети болницата, където са настанени ранените от покушението. Съпругата му настоява непременно да го придружи в това посещение. Организират маршрута по крайбрежната уличка „Апел“. Потиорек забравя да съобщи на шофьора Франц Урбан за промените в маршрута и автомобилът завива по улица „Франц Йосиф“. По спешност обясняват на водача, че трябва да мине по друг път, и той започва бавно да обръща тежката кола в правилната посока.
В този момент автомобилът минава покрай тротоарно кафене край Латинския мост, където се е настанил един от неуспелите заговорници – Гаврило Принцип – за да разсее мъката от неуспялото начинание, за което едва ли някога ще се удаде такъв сгоден случай. Студентът с изумление забелязва своите мишени да приближават на бавен ход насреща му, не му мисли много, скача и стреля с браунингa по колата, като улучва тялото на София и врата на Франц Фердинанд (впоследствие в ареста твърди, че е искал да убие ген. Потиорек, а не жената, но не успял да уцели). Както и Чабринович и той се опитва да се отрови с предварително приготвена ампула, но опитът и този път на успява. Прави опит да се застреля, обаче виждайки го да размахва пистолет, тълпата се хвърля върху него и го избива от ръцете му. Насъбралите се хора го пребиват както и Чабринович, но толкова жестоко, че в затвора се налага да му ампутират ръката.
Автомобилът с престолонаследника бърза да стигне до резиденцията на губернатора, но височайшите посетители не успяват да стигнат до нея. Те умират в разстояние на няколко минути: първо София, а след това Франц Фердинанд. Според шофьора последните думи на ерцхерцога били: „София, не си отивай, живей заради нашите деца“.

## Развръзка
Всичките шестима заговорници, взели участие в подготовката и самия атентат, са арестувани. Те отказват да отговарят на въпросите на следователите и само един от тях (вероятно Данило Илич) се огъва и разказа всичко в детайли, като заявява, че оръжието било предоставено от самото сръбско правителство. На Гаврило Принцип, главният извършител, не може да му бъде наложено най-суровото наказание, каквото се предвижда от закона – обесване, защото е на 19 години и според австро-унгарските закони той се счита за непълнолетен до навършване на 21 г. Осъден е на максимален срок тъмничен затвор – 20 години. Заключен е в тъмницата в Терезиенщат при много тежки условия, където умира от туберкулоза през 1918 г. На дълги години затвор са осъдени и още двама от атентаторите поради непълнолетна възраст, включително Неделко Чабринович, който също умира от туберкулоза преди края на войната. Другите участници в групата – Данило Илич, Велко Чубрилович и Мишко Йованович – са обесени на 3 февруари 1915 г.
Националистическата организация „Млада Босна“ е забранена и престава да съществува.

## Последствия
След известието за убийство в Сараево започва антисръбски погром. Едва след няколко часа военните въвеждат ред.
Понеже в убийството се оказва замесена Сърбия, след около месец Австро-Унгария ѝ предявява т.нар. Юлски ултиматум с умишлено неизпълними клаузи. Въпреки че били почти изцяло приети от Сърбия (не се съгласила единствено с искането да се допуснат австро-унгарски следователи да разследват офицери от сръбската армия за съпричастност към убийството), австро-унгарските ръководители заявяват, че са недоволни от отговора и обявяват война на Сърбия. За да изпълни предварително сключен със Сръбското кралство договор за взаимопомощ и подкрепа, а и за да защити интересите си в региона, Русия от своя страна обявява война на Австро-Унгария. Така започва Първата световна война, за която Сърбия според много историци се оказва единственият или поне един от главните виновници.

## Цитати
| „                                                                                     | Локалната криза, дала ход на Първата световна война, не е от значение за европейското равновесие на силите и casus belli (поводът за война – бел.цит.) е толкова случаен, колкото и безразсъдна е предшестващата дипломация. На 28 юни 1914 г. Франц Фердинанд, наследник на хабсбургския трон, заплаща с живота си за необмисления ход на Австрия да анексира Босна и Херцеговина през 1908 г. Дори и начинът на неговото убийство не избягва изключителната смесица от трагизъм и абсурд, бележеща разпадането на Австрия. Младият сръбски терорист не успява в първия си опит да убие Франц Фердинанд, като вместо него ранява шофьора на ерцхерцога. След като пристига в губернаторската резиденция и нахоква австрийските администратори за небрежността им, Франц Фердинанд, придружаван от съпругата си, тръгва да посети жертвата на атентата в болницата. Новият шофьор на кралската двойка завива в погрешна посока и, връщайки на заден ход, спира пред смаяния убиец, който в това време гаси разстроените си чувства с алкохол в тротоарното кафене. След като самото Провидение му изпраща наново жертвите, този път той не греши. Така един избягнат първоначално инцидент с неотвратимостта на гръцка трагедия се превръща в стихиен пожар. Тъй като съпругата на ерцхерцога не е с кралска кръв, никой от европейските монарси не присъства на погребението. Едно събиране на коронованите глави би им дало възможност да обменят мнения и те може би нямаше с такава охота да влязат във война няколко седмици по-късно заради един терористичен акт. | “ |
| Хенри Кисинджър, „Дипломацията“, КК „Труд“, 1997 г., с. 181 – 184, ISBN 594-528-069-7 | |   |